# Yukihiro Yamase
Yukihiro Yamase (japanisch 山瀬 幸宏 Yamase Yukihiro; * 22. April 1984 in Hokkaido) ist ein ehemaliger japanischer Fußballspieler.

## Karriere
Yamase erlernte das Fußballspielen in der Jugendmannschaft von Yokohama F. Marinos. Seinen ersten Vertrag unterschrieb er 2003 bei Yokohama F. Marinos. Der Verein spielte in der höchsten Liga des Landes, der J1 League. Für den Verein absolvierte er 46 Erstligaspiele. 2009 wechselte er zum Zweitligisten Sagan Tosu. Für den Verein absolvierte er 52 Ligaspiele. 2012 wechselte er zum Ligakonkurrenten Kataller Toyama. Für den Verein absolvierte er 11 Ligaspiele. Danach spielte er bei FC Osaka. Anfang 2015 beendete er seine Karriere als Fußballspieler.

## Erfolge
Yokohama F. Marinos
- J1 League

Meister: 2003, 2004